# Vụ quan sát Bonilla

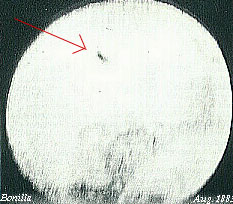
Một trong những bức ảnh chụp của Bonilla mà vật thể bị nghi là UFO.

Vụ quan sát Bonilla là sự kiện hơn 300 vật thể tối đen không xác định do nhà thiên văn người México José Bonilla chứng kiến trước khi đi qua Mặt Trời trong lúc đang quan sát hoạt động Vết đen Mặt Trời tại Đài thiên văn Zacatecas vào ngày 12 tháng 8 năm 1883.
Ông đã có khả năng chụp một số bức ảnh, phơi sáng bảng ướt trong khoảng thời gian 1/100 giây. Đây là những bức ảnh đầu tiên được cho là của một vật thể bay không xác định (UFO). Sau đó người ta cho rằng các vật thể này chỉ là những chú ngỗng bay lên cao nằm giữa kính thiên văn và Mặt Trời, trong khi một số tài liệu về UFO đã giải thích các vật thể này như là tàu vũ trụ ngoài hành tinh hoặc một bí ẩn chưa có lời giải đáp.
Năm 2011, các nhà nghiên cứu đến từ trường Đại học Tự trị Quốc gia México đã đưa ra giả thuyết là các vật thể không xác định này có thể là những mảnh vỡ của một sao chổi hàng triệu tấn lướt qua trong một vài trăm km của Trái Đất.